# Kiue Kuribayashi
Kiue Kuribayashi (jap. 栗林喜右衛 Kuribayashi Kiue; ur. 15 maja 1934) – japoński lekkoatleta, chodziarz.
Podczas igrzysk olimpijskich w Tokio (1964) zajął 25. miejsce w chodzie na 20 kilometrów z czasem 1:43:07.
Złoty medalista mistrzostw kraju.

## Rekordy życiowe
- Chód na 20 kilometrów – 1:34:02 (1963)